# ダイボンダ
ダイボンダ（英: die bonder）とは、集積回路をプリント基板に配置する装置。マウンターともいう。半導体の製造装置のひとつである。

## 概要
ダイボンダはICチップをパッケージ内のアイランド部分に収めるための装置である。

## 主な製造メーカー
- 新川
- 株式会社テクサス
- パナソニック ファクトリーソリューションズ
- 芝浦メカトロニクス
- キヤノンマシナリー
- 株式会社ルネサス東日本セミコンダクタ